# Das Feuer (Barbusse)

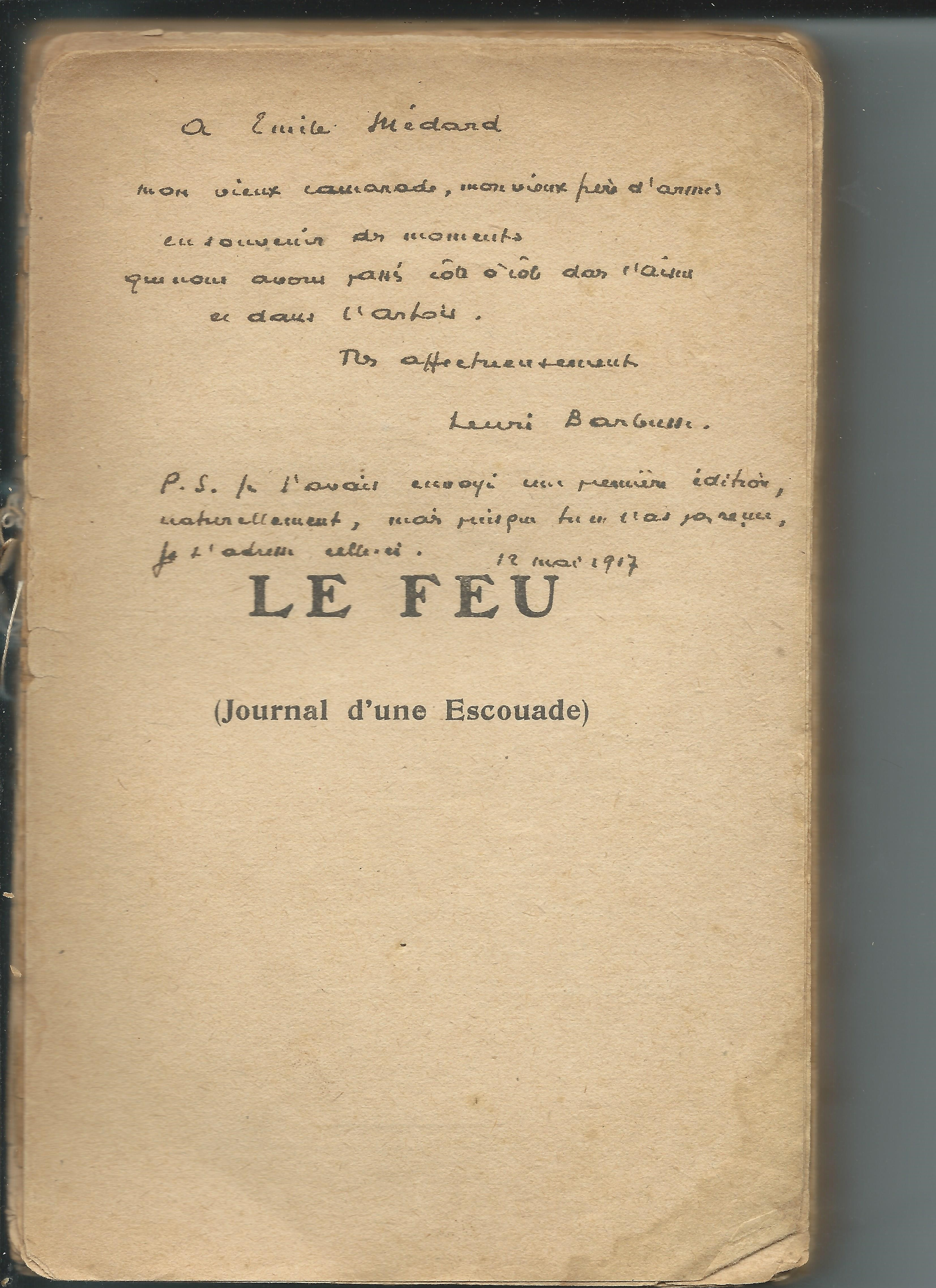
Handschriftliche Widmung von Henri Barbusse an seinen ehemaligen Kameraden Emile Médard (1917)

Das Feuer. Tagebuch einer Korporalschaft. (französischer Originaltitel: Le Feu. Journal d'une escouade.) ist ein Roman von Henri Barbusse aus dem Jahr 1916, der darin seine eigenen Erfahrungen als Teilnehmer am Ersten Weltkrieg verarbeitete.

## Entstehungsgeschichte
Barbusse meldete sich bei Kriegsausbruch 1914 freiwillig zum Dienst in der französischen Armee. Bis zu seinem Dienstende 1916 verbrachte er insgesamt elf Monate an der Front; noch im Schützengraben sollen nach seiner Auskunft die ersten Skizzen zu „Das Feuer“ entstanden sein. Wegen einer Verwundung vom Kampfschauplatz abgezogen, begann er noch während seiner Dienstzeit, die Schilderung des Stellungskriegs niederzulegen.
Bei seinem Erscheinen in Frankreich noch während des Krieges (Vorabdruck in der Zeitschrift L’Œuvre; Buchausgabe bei Edition Flammarion in Paris Ende November 1916) lieferte „Das Feuer“ als erstes literarisches Werk einen ungeschönten Blick auf den Alltag und die Not der Soldaten im modernen Krieg jenseits von verlogener Romantik und der patriotischen Trunkenheit, die ganz Europa zu Kriegsbeginn erfasst hatte. Eine erste deutsche Übersetzung von Leo von Meyenburg veröffentlichte 1918 der Zürcher Rascher Verlag; eine englischsprachige Ausgabe war bereits im Vorjahr bei Penguin books erschienen. Bis heute wurde „Das Feuer“ in mehr als 60 Sprachen übertragen.

## Inhalt
Die episodenhafte Handlung des Buches erzählt in 24 Kapiteln die Geschichte einer Einheit von französischen Soldaten in den Schützengräben der Westfront. Authentizität zieht die Darstellung aus der Kriegsteilnahme und der damit verbundenen Zeugenschaft des Autors wie auch aus der narrativen Perspektive der ersten Person, die eine Identifikation des erzählerischen Ichs mit Barbusse selbst suggeriert. Die Lesart als „Tagebuch“, die der Titel bereits nahelegt, gewinnt durch die Widmung an die gefallenen Kameraden bei aller Fiktionalisierung des Stoffes weiter an Plausibilität. Den realistisch anmutenden, teilweise drastischen Schilderungen von Leid und Sterben stehen jeweils zu Anfang und Ende des Romans unwirklich erscheinende Eindrücke oder Visionen gegenüber.

## Wirkung
Noch vor dem Siegeszug der Kriegsromane zu Anfang der 1920er Jahre wurde „Das Feuer“ zu einer vielgelesenen Anklage gegen die Schrecken der industriellen Vernichtung von Menschenleben im Staatenkonflikt, die weithin als treffend und das Genre bestimmend rezipiert wurde – mit der prominenten Ausnahme des Schriftstellers Jean Norton Cru, der Barbusse in seiner Gesamtschau der Weltkriegsromane 1929 eine Mischung aus Wahrheit, Halbwahrheit und Lüge vorwarf. Noch im Erscheinungsjahr der Erstausgabe erhielt Barbusse den Prix Goncourt für sein Werk. 1933 wurde der Titel  wie auch die anderen Schriften von Barbusse aus den Bibliotheken des „Dritten Reichs“ entfernt und bei Bücherverbrennungen öffentlich vernichtet.

## Ausgaben
- Henri Barbusse: Le Feu. Gallimard, Paris 2006, ISBN 978-2-07-034279-2.
- Henri Barbusse: Das Feuer. Tagebuch einer Korporalschaft („Le feu“). 2. Aufl. Schwarzkopff, Hamburg 2007, ISBN 3-937738-08-8. (Deutschsprachige Erstausgabe: Rascher Verlag, Zürich 1918)